# NGC 76
NGC 76 là một thiên hà dạng thấu kính được ước tính cách chúng ta khoảng 325 triệu năm ánh sáng trong chòm sao Tiên Nữ. Nó được phát hiện bởi Guillaume Bigourdan từ Pháp vào năm 1884 và cường độ của nó là 13,1.